# COVID-19 в Люксембурге
Распространение COVID-19 в Люксембурге — распространение пандемии коронавирусной болезни по территории Люксембурга. Первый случай заболевания в стране зарегистрирован 29 февраля 2020 года в столице страны городе Люксембурге. По состоянию на 14 ноября в стране зарегистрировано 25218 случаев заболевания, 211 больных умерли, 14798 больных выздоровели.

## Хронология

### Февраль 2020
29 февраля министерство здравоохранения Люксембурга подтвердило первый случай коронавирусной инфекции в стране. Первый больной был мужчиной в возрасте 40 лет, который вернулся в страну из Италии через бельгийский город Шарлеруа. После приезда в страну он самостоятельно обратился в отдел санитарной инспекции, после чего его поместили на карантин в госпитальный центр в городе Люксембурге.

### Март 2020 года
5 марта ещё один мужчина вернулся с севера Италии, после чего у него был выявлен положительный тест на коронавирус. Его поместили на карантин в госпитальный центр в городе Люксембурге.
6 марта у женщины, прибывшей в страну из Франции, был подтверждён положительный тест на коронавирус, вследствие чего общее число случаев заболевания выросло до 3.
Вечером 7 марта министерство здравоохранения страны подтвердило очередной случай коронавируса в стране, заявив, что инфицированный имеет «эпидемиологическую связь» с Северной Италией.
8 марта подтверждён ещё один случай болезни у мужчины, недавно вернувшегося из региона Эльзас во Франции.
10 марта подтверждено ещё 2 случая болезни — один из больных вернулся домой из США, а другой вернулся из Швейцарии.
12 марта министерство здравоохранения Люксембурга сообщило о выявлении 19 новых случаев в стране, вследствие чего общее число случаев выросло до 26, 94-летний мужчина находится в тяжёлом состоянии. По данным министерства, два пациента были инфицированы в Люксембурге, а другие 10 заразились за границей. Один из случаев был диагностирован в больнице в Кирхберге, и с того времени больница приняла многочисленные меры, включая ограничение посещений больных, лишь персонал больницы может зарезервировать места для парковки на местах для персонала больницы, значительно сокращены амбулаторные консультации, введён контроль за проходом через главный вход в больницу. Министерство также сообщило, что после недавнего увеличения числа случаев болезни в Люксембурге с 16 по 27 марта на территории страны будут закрыты все школы.
13 марта министр здравоохранения Полетт Ленерт, министр мобильности Франсуа Бауш и министр по делам семьи Коринн Каэн провели пресс-конференцию, чтобы подтвердить ещё 8 случаев и первую смерть в стране от коронавирусной болезни — 94-летнего мужчины, который перед этим находился в критическом состоянии.
14 марта министерство здравоохранения подтвердило ещё 17 новых случаев болезни, общее число случаев заболевания в Люксембурге выросло до 51. Министр здравоохранения Полетт Ленерт заявила, что вирус прибыл в страну, добавив, что ситуация начинает становиться критической и беспрецедентной.
15 марта Ленерт и премьер-министр Люксембурга Ксавье Беттель провели пресс-брифинг, в котором сообщили о выявлении ещё 26 случаев в Люксембурге, вследствие чего общая численность подтверждённых случаев выросла до 77. Они заявили, что большинство непродовольственных магазинов и ресторанов закроются в полночь после резкого роста числа случаев болезни. В перечень заведений, которым разрешено оставаться открытыми, включены почтовые отделения, банки и зоомагазины. Также принято решение, что пассажирские автобусы не будут открывать свои входные двери, и что пассажиры должны садиться в задней части автобуса, а передний ряд сидений во всех автобусах будет физически заблокирован скотчем или цепями.
16 марта министерство здравоохранения сообщило о выявлении ещё 4 случаев заболевания, общее число случаев в стране выросло до 81.
17 марта министерство здравоохранения сообщило о выявлении 59 новых случаев заболевания, вследствие чего общее число случаев выросло до 140.
18 марта министерство здравоохранения страны сообщило о выявлении 62 новых случаев заболевания, общее число случаев выросло до 203, зарегистрирована ещё одна смерть от коронавирусной болезни в стране.
19 марта министерство здравоохранения сообщило о выявлении 132 новых случаев болезни, общее число случаев выросло до 335, число умерших выросло до 4. Премьер-министр Ксавье Беттель объявил чрезвычайное положение в стране. Позже в этот же день министр здравоохранения Полетт Ленерт провела пресс-конференцию, на которой она отметила, что все смертельные случаи зарегистрированы у больных старше 80 лет, и что на это время 6 больных в стране выздоровели.
20 марта министерство здравоохранения сообщило о выявлении 149 новых случаев болезни, общее число случаев выросло до 484 (ранее веб-страница министерства ошибочно сообщила о цифре 618 на начало этого дня). Движение общественного транспорта значительно ограничено, на некоторых линиях поезда курсировали один раз в час, а не как обычно четыре раза в час, а все воскресные рейсы трамваев и городских автобусов были отменены.
21 марта министерство здравоохранения страны сообщило о выявлении 186 новых случаев заболевания, общее число случаев выросло до 670. Министерство здравоохранения также сообщило о росте числа смертей от коронавирусной болезни до 8.
22 марта министерство здравоохранения страны сообщило о выявлении 128 новых случаев заболевания, общее число случаев в стране выросло до 798.
23 марта министерство здравоохранения страны сообщило о выявлении 77 новых случаев заболевания, общее число случаев выросло до 875.
24 марта министерство здравоохранения сообщило о выявлении 224 новых случаев болезни, общее число случаев достигло 1099.
25 марта на пресс-конференции премьер-министр страны подтвердил выявление 234 новых случае болезни, общее число которых достигло 1333.
26 марта министерство здравоохранения подтвердило 120 новых случаев болезни, общее число случаев достигло 1453, в стране зарегистрирована очередная смерть от коронавирусной болезни.
27 марта министерство здравоохранения сообщило о выявлении 152 новых случаев болезни, общее число случаев заболевания выросло до 1605, умерли ещё 6 больных, общее число умерших выросло до 15. В стране зарегистрировано 34 выздоровления от коронавирусной болезни.
28 марта министерство здравоохранения сообщило о 226 новых случаях болезни, вследствие чего общее число случаев выросло до 1831, в стране умерли ещё 3 больных.
29 марта министерство здравоохранения сообщило о выявлении ещё 119 случаев болезни, вследствие чего общее число случаев выросло до 1950, умерли ещё 3 больных.
30 марта министерство здравоохранения сообщило о выявлении 38 новых случаев болезни, вследствие чего общее число случаев выросло до 1988, за последние сутки умер ещё один больной.
31 марта министерство здравоохранения сообщило о выявлении 190 новых случаев заболевания, вследствие чего общее число случаев выросло до 2178, за последние сутки умер ещё один больной.

### Апрель 2020 года
1 апреля министерство здравоохранения сообщило о выявлении 141 нового случая болезни, вследствие чего общее число случаев выросло до 2319, за сутки умерли 6 больных.
2 апреля министерство здравоохранения сообщило о выявлении 168 новых случаев болезни, вследствие чего общее число случаев выросло до 2487, за сутки умер один больной.
3 апреля министерство здравоохранения сообщило о выявлении 125 новых случаев болезни, вследствие чего общее число случаев выросло до 2612, за сутки умер один больной.
4 апреля министерство здравоохранения сообщило о выявлении 117 новых случаев болезни, вследствие чего общее число случаев выросло до 2729.
5 апреля министерство здравоохранения сообщило о выявлении 75 новых случаев болезни, вследствие чего общее число случаев выросло до 2804, за последние сутки умерли ещё 5 больных.
6 апреля министерство здравоохранения сообщило о выявлении 39 новых случаев болезни, вследствие чего общее число случаев выросло до 2843, за последние сутки умерли ещё 5 больных.
7 апреля министерство здравоохранения сообщило о выявлении 127 новых случаев болезни, вследствие чего общее число случаев выросло до 2970, за последние сутки умерли ещё 3 больных.
8 апреля министерство здравоохранения сообщило о выявлении 64 новых случаев болезни, вследствие чего общее число случаев выросло до 3034, за последние сутки умерли 2 больных.
9 апреля министерство здравоохранения сообщило о выявлении 81 нового случая болезни, вследствие чего общее число случаев выросло до 3115, число умерших выросло с 46 до 52.
10 апреля министерство здравоохранения сообщило о выявлении 108 новых случаев болезни, вследствие чего общее число случаев выросло до 3223, за последние сутки умерли 2 больных.
11 апреля министерство здравоохранения сообщило о выявлении 47 новых случаев болезни, вследствие чего общее число случаев выросло до 3270, число умерших выросло до 62.
12 апреля министерство здравоохранения сообщило о выявлении 11 новых случаев болезни, вследствие чего общее число случаев выросло до 3281, за последние сутки умерли 4 больных.
13 апреля министерство здравоохранения сообщило о выявлении 11 новых случаев болезни, вследствие чего общее число случаев выросло до 3292, за сутки умерли 3 больных.
14 апреля министерство здравоохранения сообщило о выявлении 15 новых случаев болезни, вследствие чего общее число случаев выросло до 3307. Число умерших пересмотрено с 69 до 67.
15 апреля министерство здравоохранения сообщило о выявлении 66 новых случаев болезни, вследствие чего общее число случаев выросло до 3373, за сутки умерли 2 больных.
16 апреля министерство здравоохранения сообщило о выявлении 71 нового случая болезни, вследствие чего общее число случаев выросло до 3444. Число умерших уменьшено на 1 до 68.
17 апреля министерство здравоохранения сообщило о выявлении 36 новых случаев болезни, вследствие чего общее число случаев выросло до 3480, за сутки умерли 4 больных.
18 апреля министерство здравоохранения сообщило о выявлении 57 новых случаев болезни, вследствие чего общее число случаев выросло до 3537.
19 апреля министерство здравоохранения сообщило о выявлении 13 новых случаев болезни, общее число случаев выросло до 3550, за сутки умер 1 больной.
20 апреля министерство здравоохранения сообщило о выявлении 8 новых случаев болезни, общее число случаев выросло до 3558, за сутки умерли 2 больных.
21 апреля министерство здравоохранения сообщило о выявлении 60 новых случаев болезни, общее число случаев выросло до 3618, за сутки умерли 3 больных.
22 апреля министерство здравоохранения сообщило о выявлении 36 новых случаев болезни, общее число случаев выросло до 3654, за сутки умерли 2 больных.
23 апреля министерство здравоохранения сообщило о выявлении 11 новых случаев болезни, общее число случаев выросло до 3665, за сутки умерли 3 больных.
24 апреля министерство здравоохранения сообщило о выявлении 30 новых случаев болезни, общее число случаев выросло до 3695, за сутки умерли 2 больных.
25 апреля министерство здравоохранения сообщило о выявлении 16 новых случаев болезни, общее число случаев выросло до 3711.
26 апреля министерство здравоохранения сообщило о выявлении 12 новых случаев болезни, общее число случаев выросло до 3723, за сутки умерли 3 больных.
27 апреля министерство здравоохранения сообщило о выявлении 6 новых случаев болезни, общее число случаев выросло до 3729.

### Декабрь 2020 года
30 декабря в стране началась кампания глобальной вакцинации от COVID-19 вакциной производства BioNTech/Pfizer.